# Lý Hồng Quân
Lý Hồng Quân (tiếng Trung giản thể: 李红军, bính âm Hán ngữ: Lǐ Hóngjūn, sinh tháng 9 năm 1965, người Hán) là chính trị gia nước Cộng hòa Nhân dân Trung Hoa. Ông là Ủy viên dự khuyết Ủy ban Trung ương Đảng Cộng sản Trung Quốc khóa XX, hiện là Thường vụ Tỉnh ủy Giang Tây, Bí thư Thành ủy Nam Xương. Ông từng là Phó Tỉnh trưởng Quảng Đông, Bí thư Thị ủy của 2 địa cấp thị Thiều Quan và Mậu Danh của Quảng Đông.
Lý Hồng Quân là đảng viên Đảng Cộng sản Trung Quốc, học vị Cử nhân Chính trị học, Tiến sĩ Luật học. Ông có sự nghiệp gần 30 năm ở Quảng Đông trước khi được điều tới Giang Tây.

## Xuất thân và giáo dục
Lý Hồng Quân sinh vào tháng 9 năm 1965 tại huyện Đương Dương, nay là thành phố cấp huyện thuộc địa cấp thị Nghi Xương, tỉnh Hồ Bắc, Cộng hòa Nhân dân Trung Hoa. Ông lớn lên và tốt nghiệp phổ thông Trung học Đương Dương, thi cao khảo vào năm 1983 và đỗ Đại học Sư phạm Hoa Trung, tới thủ phủ Vũ Hán nhập học hệ chính trị của trường từ tháng 9 cùng năm, rồi tốt nghiệp cử nhân chuyên ngành này vào tháng 6 năm 1987. Tháng 9 năm 1990, ông thi đỗ chương trình nghiên cứu sinh toàn thời gian sau đại học của Sư phạm Hoa Trung, theo học ở Sở nghiên cứu Chủ nghĩa xã hội khoa học và nhận bằng Thạc sĩ Chính trị học vào tháng 6 năm 1993. Sau đó 4 năm, vào tháng 9 năm 1998, ông tiếp tục là nghiên cứu sinh tại chức sau đại học về vận động chủ nghĩa cộng sản quốc tế và chủ nghĩa xã hội khoa học ở sở cũ của Sư phạm Hoa Trung, trở thành Tiến sĩ Luật học vào tháng 1 năm 2001. Bên cạnh đó, ông cũng tham gia chương trình bồi dưỡng tài năng quản lý cấp cao khóa 3 của tỉnh Quảng Đông, được điều sang Mỹ để tiến tu ở Đại học Bang California từ tháng 9 năm 2001 đến tháng 9 năm 2002. Lý Hồng Quân được kết nạp Đảng Cộng sản Trung Quốc vào tháng 10 năm 1986 khi còn là sinh viên Sư phạm Hoa Trung, ông từng tham gia khóa tiến tu cán bộ cấp sảnh, địa giai đoạn tháng 5–7 năm 2009; khóa bồi dưỡng, huấn luyện cán bộ trung, thanh niên giai đoạn tháng 3–7 năm 2018, đều tại Trường Đảng Trung ương Đảng Cộng sản Trung Quốc.

## Sự nghiệp

### Quảng Đông
Tháng 6 năm 1987, sau khi tốt nghiệp Sư phạm Hoa Trung, Lý Hồng Quân được phân về địa phương làm giáo viên của Trường Trung học cấp cao Đương Dương. Ông giảng dạy ở đây 3 năm, học cao học 3 năm cho đến tháng 6 năm 1993 thì được điều về Quảng Đông, công tác ở Sở nghiên cứu Khoa học hành chính Quảng Đông, được nâng ngạch từ khoa viên, phó chủ nhiệm rồi chủ nhiệm khoa viên. Tháng 12 năm 1997, ông được điều chuyển làm thư ký của Văn phòng nghiên cứu thuộc Chính phủ Nhân dân tỉnh Quảng Đông, chuyển sang Phòng nghiên cứu thứ 3 của văn phòng từ tháng 7 năm 1998, rồi Phó Trưởng phòng nghiên cứu thứ nhất từ tháng 1 năm 1999. Tháng 6 năm 2000, ông giữ chức Phó Chủ nhiệm Phòng điều tra và nghiên cứu của Sảnh Văn phòng Chính phủ Quảng Đông, được thăng chức là Phó Chủ nhiệm Sảnh Văn phòng từ tháng 8 năm 2003. Sau đó 4 năm, vào tháng 8 năm 2007, ông được bổ nhiệm làm Phó Tổng thư ký Chính phủ Quảng Đông, kiêm Bí thư Đảng tổ, Chủ nhiệm Văn phòng Quảng Đông tại Bắc Kinh, đồng thời cũng là Bí thư Đảng ủy cơ cấu Quảng Đông tại Bắc Kinh từ tháng 12 năm 2011.
Tháng 8 năm 2012, Lý Hồng Quân được điều về địa cấp thị Mậu Danh, nhậm chức Phó Bí thư Thị ủy, cấp chính sảnh, kiêm Chủ nhiệm Ủy ban công tác xã hội Mậu Danh từ tháng 12 cùng năm. Sang tháng 2 năm sau, ông được bầu làm Thị trưởng Mậu Danh, đến tháng 3 năm 2017 thì giữ vị trí Bí thư Thị ủy Mậu Danh, Bí thư Đảng tổ, Chủ nhiệm Ủy ban Thường vụ Nhân đại, kiêm Bí thư thứ Nhất Phân Quân khu Mậu Danh. Trong thời kỳ này, vào ngày 13 tháng 1 năm 2015, Ủy ban Thường vụ Nhân đại Quảng Đông tổ chức kỳ họp thứ 13 đã bầu bổ sung ông làm đại biểu của Đại hội Đại biểu Nhân dân Toàn quốc khóa XII, nhiệm kỳ 2013–18. Tháng 12 năm 2018, ông được điều tới địa cấp thị Thiều Quan làm Bí thư Thị ủy, Bí thư Đảng tổ, Chủ nhiệm Ủy ban Thường vụ Nhân đại, kiêm Bí thư thứ Nhất Phân Quân khu Thiều Quan. Ở đây gần 2 năm thì ông được bổ nhiệm làm Phó Tỉnh trưởng Quảng Đông, Thành viên Đảng tổ Chính phủ tỉnh.

### Giang Tây
Tháng 7 năm 2021, sau gần 30 năm công tác ở Quảng Đông, Lý Hồng Quân được điều tới Giang Tây, được chỉ định vào Ủy ban Thường vụ Tỉnh ủy Giang Tây, rồi phân về thủ phủ Nam Xương nhậm chức Bí thư Thành ủy, Bí thư thứ Nhất Đảng ủy Khu Cảnh bị Nam Xương. Cuối năm 2022, ông là đại biểu của đoàn Giang Tây dự Đại hội Đảng Cộng sản Trung Quốc lần thứ XX. Trong quá trình bầu cử tại đại hội, ông được bầu là Ủy viên dự khuyết Ủy ban Trung ương Đảng Cộng sản Trung Quốc khóa XX.